# Даметаль
Даметаль (нем. Dahmetal) — община в Германии, в земле Бранденбург.
Входит в состав района Тельтов-Флеминг. Подчиняется управлению Даме/Марк. Население составляет 475 человек (на 31 декабря 2010 года). (2007). Занимает площадь 41,48 км².
Коммуна подразделяется на 3 сельских округа.
| Год  | Население |
| ---- | --------- |
| 2005 | 550       |
| 2010 | 488       |

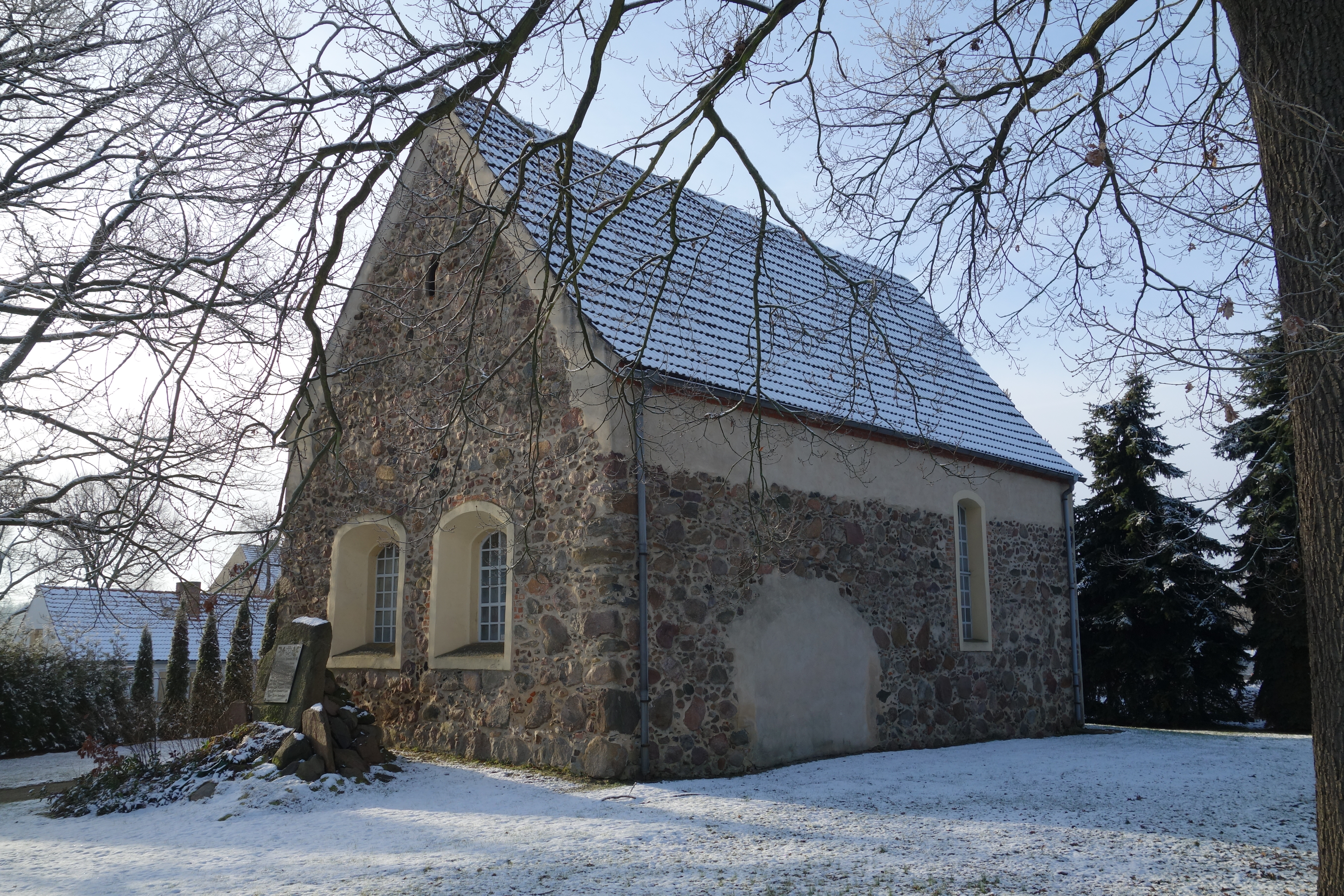
Кирха
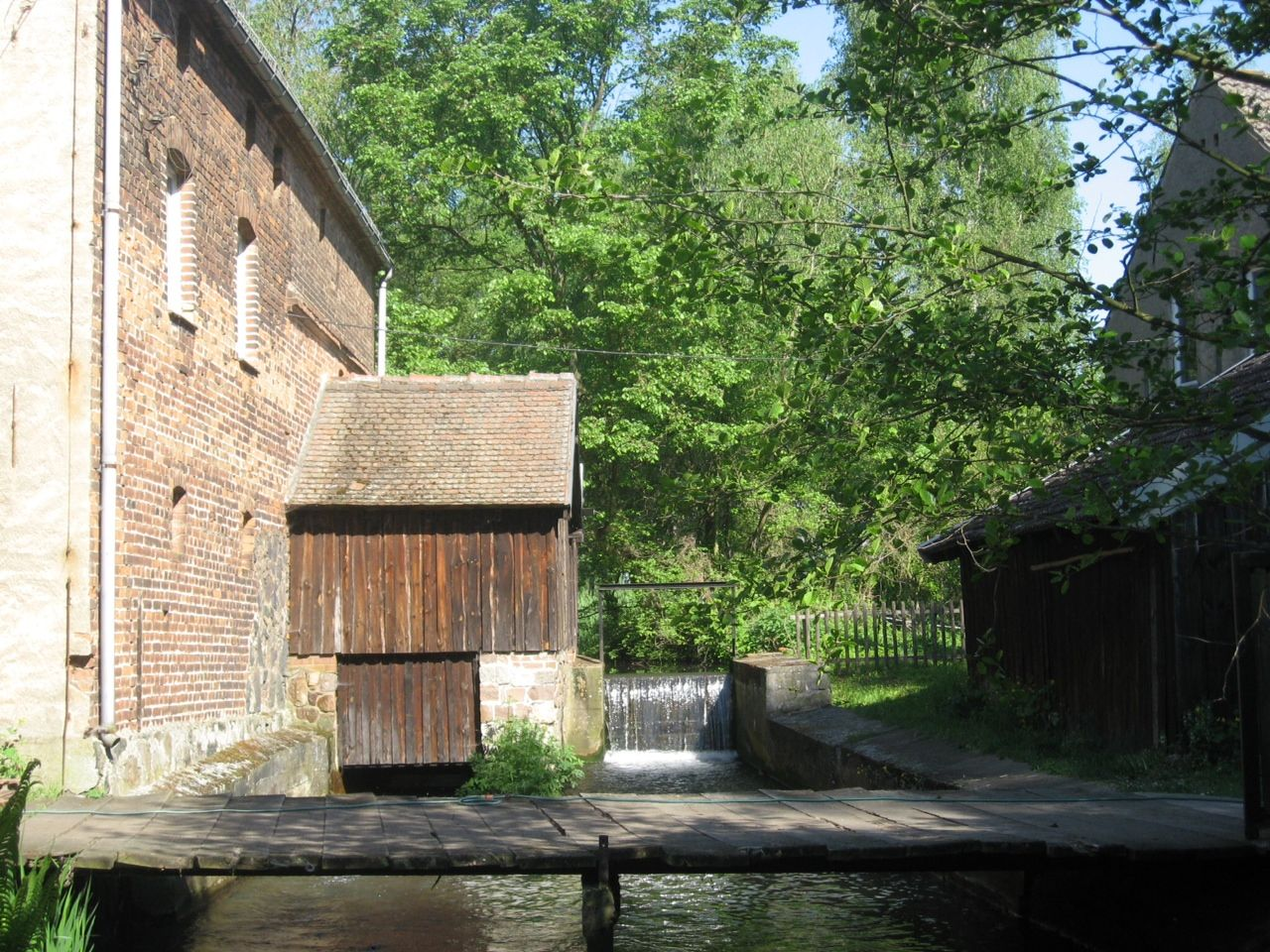
Новая мельница